# Marina Czerkasowa
Marina Jewgienjewna Czerkasowa (ros. Марина Евгеньевна Черкасова, ur. 1 marca 1972 w Moskwie) – rosyjska narciarka, uprawiająca narciarstwo dowolne. Jej największym sukcesem jest srebrny medal w jeździe po muldach podwójnych wywalczony podczas mistrzostw świata w Deer Valley. Jej najlepszym wynikiem olimpijskim jest 9. miejsce w jeździe po muldach na igrzyskach olimpijskich w Salt Lake City. Najlepsze wyniki w Pucharze Świata osiągnęła w sezonie 1995/1996, kiedy to zajęła 33. miejsce w klasyfikacji generalnej, w klasyfikacji jazdy po muldach podwójnych była dziewiąta.

## Osiągnięcia

### Igrzyska olimpijskie
| Miejsce | Dzień      | Rok  | Miejscowość    | Konkurencja      | Zwyciężczyni         |
| ------- | ---------- | ---- | -------------- | ---------------- | -------------------- |
| 14.     | 12 lutego  | 1994 | Lillehammer    | Jazda po muldach | Stine Lise Hattestad |
| 9.      | 9 lutego   | 2002 | Salt Lake City | Jazda po muldach | Kari Traa            |
| 16.     | 11 lutego  | 2006 | Turyn          | Jazda po muldach | Jennifer Heil        |
| 13.     | 131 lutego | 2010 | Vancouver      | Jazda po muldach | Hannah Kearney       |

### Mistrzostwa świata
| Miejsce | Dzień       | Rok  | Miejscowość          | Konkurencja      | Zwyciężczyni     |
| ------- | ----------- | ---- | -------------------- | ---------------- | ---------------- |
| 18.     | 12 lutego   | 1991 | Lake Placid          | Jazda po muldach | Donna Weinbrecht |
| 15.     | 18 lutego   | 1995 | La Clusaz            | Jazda po muldach | Candice Gilg     |
| 8.      | 8 lutego    | 1997 | Iizuna               | Jazda po muldach | Candice Gilg     |
| 12.     | 10 marca    | 1999 | Meiringen            | Jazda po muldach | Ann Battelle     |
| 17.     | 14 marca    | 1999 | Meiringen            | Muldy podwójne   | Sandra Schmitt   |
| 11.     | 19 stycznia | 2001 | Whistler             | Jazda po muldach | Kari Traa        |
| 17.     | 21 stycznia | 2001 | Whistler             | Muldy podwójne   | Kari Traa        |
| 18.     | 31 stycznia | 2003 | Deer Valley          | Jazda po muldach | Kari Traa        |
| 2.      | 1 lutego    | 2003 | Deer Valley          | Muldy podwójne   | Kari Traa        |
| 13.     | 9 marca     | 2007 | Madonna di Campiglio | Jazda po muldach | Kristi Richards  |
| 15.     | 10 marca    | 2007 | Madonna di Campiglio | Muldy podwójne   | Jennifer Heil    |

### Puchar Świata

#### Miejsca w klasyfikacji generalnej
- sezon 1990/1991: -
- sezon 1991/1992: -
- sezon 1992/1993: 94.
- sezon 1993/1994: 75.
- sezon 1994/1995: 38.
- sezon 1995/1996: 33.
- sezon 1996/1997: 41.
- sezon 1997/1998: 111.
- sezon 1998/1999: 52.
- sezon 1999/2000: 51.
- sezon 2000/2001: 41.
- sezon 2001/2002: 14.
- sezon 2002/2003: 13.
- sezon 2003/2004: 69.
- sezon 2004/2005: 58.
- sezon 2005/2006: 87.
- sezon 2006/2007: 102.
- sezon 2008/2009: 102.
- sezon 2009/2010: 93.

#### Miejsca na podium
1. Saint-Lary-Soulan – 11 stycznia 2002 (muldy) – 2. miejsce
2. Mont Tremblant – 11 stycznia 2003 (muldy) – 2. miejsce